# Arrows of the Thunder Dragon
Arrows of the Thunder Dragon é um filme de drama australiano de 2015 dirigido e escrito por Greg Sneddon. Foi selecionado como representante de seu país ao Oscar de melhor filme estrangeiro em 2016, mas não foi indicado.

## Elenco
- Kandu - Sangay
- Tshering Zam - Jamyang